# Dichomera mutabilis
Dichomera mutabilis är en svampart som först beskrevs av Berk. & Broome, och fick sitt nu gällande namn av Pier Andrea Saccardo 1884. Dichomera mutabilis ingår i släktet Dichomera och familjen Botryosphaeriaceae.   Inga underarter finns listade i Catalogue of Life.